# Cnezatul Galiția
Cnezatul Galiția (în ucraineană Галицьке князівство, transliterat: Halîțke kneazivstvo) era un principat din vestul Rusiei Kievene pe teritoriul Ucrainei de astăzi, cu capitala la Halîci, fiind cârmuit de cnejii din dinastia lui Rostislav începând din anul 1084. Principatul ocupa versanții de nord-est ai Munților Carpați, precum și cursurile superioare ale Nistrului și Prutului.
În 1199 Roman cel Mare a unit principatele Galiției și Volîniei într-un singur principat Galiția-Volînia. Cu toate acestea, din 1204 până în 1241, a existat din nou ca principat separat. Din 1241 până în 1340 a fost parte integrantă a principatului Galiția-Volînia.

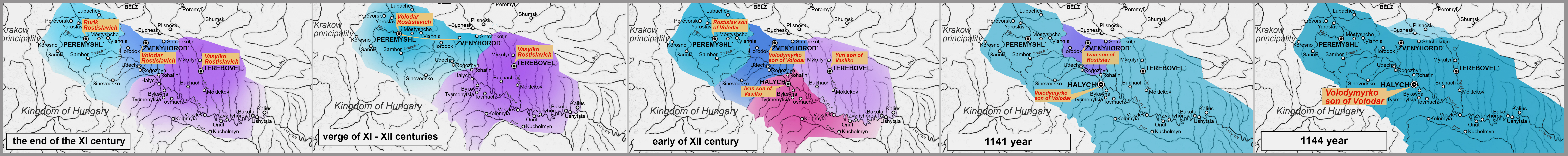
Unificarea Galiției de către dinastia lui Rostislav.